# Wei Qingguang
Wei Qingguang (n. 2 iulie 1962, Nanning⁠(d), Republica Populară Chineză) este un jucător de tenis de masă ce a reprezentat Republica Populară Chineză, medaliat olimpic. A participat la o ediție a Jocurilor Olimpice (1988) în care a câștigat o medalie de aur.

## Participări
Lista de mai jos prezintă principalele competiții la care a participat Wei Qingguang de-a lungul carierei.
- table tennis at the 1988 Summer Olympics – men's doubles[*]